# موچوه
موچوه (به لاتین: Moczyły) یک روستا در لهستان است که در گمینا کووباسکووو واقع شده‌است.